# William Malone
Pour les articles homonymes, voir Malone.
William Malone est un cinéaste américain spécialisé dans les films d'horreur et d’épouvante.

## Biographie
William Malone est né en 1953 à Lansing, dans le Michigan. Il a commencé comme maquilleur et accessoiriste (c'est à lui que nous devons le désormais célèbre masque d'Halloween utilisé dans le film homonyme de John Carpenter).
William Malone collectionne toutes sortes d'objets et souvenirs tirés du film Planète interdite.

## Filmographie

### Cinéma
- 1981 : Scared to Death (film, 1981)
- 1985 : Créature
- 1999 : La Maison de l'horreur
- 2002 : Terreur.point.com
- 2008 : Parasomnia
- 2009 : Phoenix Dust

### Télévision
- 1988 : Freddy, le cauchemar de vos nuits - Le hasard fait bien les choses
- 1994 : Les Contes de la crypte - Beauté meurtrière
- 2006 : Les Maîtres de l'horreur - La Cave